# Матье II (граф Нанта)
Матье II (фр. Mathias II, брет. Mazheaz II; умер 1103/1104) — граф Нанта с 1084, сын Хоэля II, герцога Бретани, графа Ренна, графа Корнуая и графа Нанта.

## Биография
После смерти Хоэля II в 1084 году его владения были разделены: герцогство Бретань перешло к старшему сыну Алену IV, а графство Нант к младшему - Матье II. 
Точная дата его смерти неизвестна: в одних источниках упоминается 1103 год, в других — 1104. Матье был женат на некой Эрменгарде, но не оставил потомства. Графство Нант снова вошло в состав домена бретонских герцогов.